# Schrack Technik
Schrack Technik este o firmă fondată în Austria sub numele de Schrack AG, în anul 1920, cu sediul la Viena, activă predominant în dezvoltarea, producția și distribuția de sisteme telefonice, aparate radio, aparate de protecție și sisteme de alarmă anti-incendiu.
Încă din anul 1914, Dr. Eduard Schrack s-a remarcat prin descoperirea unui sistem optic stereo-geometric pentru măsurări asupra terenurilor. Tot el a elaborat și primele tuburi radio fabricate industrial în Austria.
O data cu înființarea Schrack Technik la începutul anilor '90, s-a început o amplificare masivă a paletei de produse și s-au întreprins primii pași în direcția extinderii spre Europa de Est.